# Atuntaqui
Atuntaqui è una parrocchia urbana dell'Ecuador, capoluogo del cantone di Antonio Ante, nella provincia dell'Imbabura.